# 1933 ve filmu

## Československé filmy
- Dvanáct křesel (režie: Martin Frič) - československo-polská koprodukce
- Madla z cihelny (režie: Vladimír Slavínský)
- Revizor (režie: Martin Frič)
- Okénko (režie: Vladimír Slavínský)
- Řeka (režie: Josef Rovenský), premiéra 13.10.1933
- U snědeného krámu (režie: Martin Frič)
- Život je pes (režie: Martin Frič)

## Zahraniční filmy
- King Kong (režie: Merian C. Cooper, Ernest B. Schoedsack)
- Neviditelný muž (režie: James Whale)

## Organizace
- Britský filmový institut
- Legie slušnosti - americká katolická organizace prosazující přísnou cenzuru ve filmu